# 世田谷区立八幡山小学校
世田谷区立八幡山小学校（せたがやくりつはちまんやましょうがっこう）は、東京都世田谷区八幡山1丁目にある公立小学校。愛称は八小（はちしょう）。

## 概要
世田谷区立の、経堂小学校、上北沢小学校、緑丘中学校、認可保育園の八幡山幼稚園と共に、みどりの学び舎に所属している。

## 理念
- 自分の力で考える子
- 心を合わせてやりぬく子
- すすんで体をきたえる子

## 学区
- 上北沢1丁目全域[2]
- 桜上水2丁目8番、9番、18 - 26番
- 桜上水4丁目21 - 25番
- 桜上水5丁目1 - 7番
- 八幡山1丁目全域
- 八幡山2丁目1 - 8番、11 - 17番
- 八幡山3丁目1 - 15番、16番1 - 4号・16号 - 、22番1 - 4号・12 - 27号・29号 - 、23 - 35番

## アクセス
- 京王線八幡山駅より徒歩12分
- 京王線上北沢駅より徒歩12分